# 자크 카틀렝

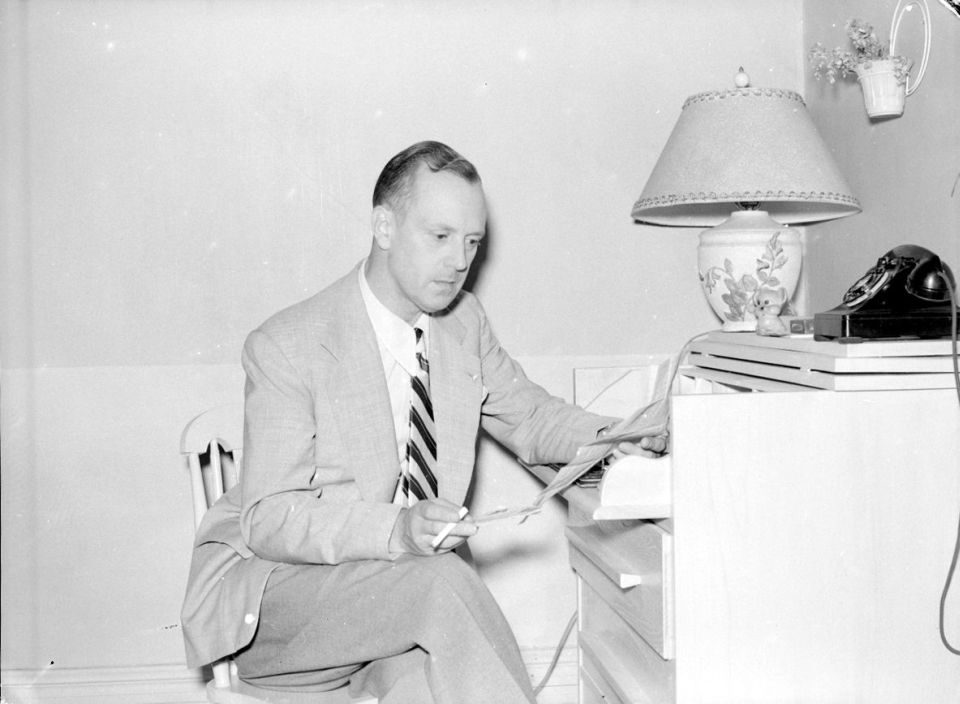

자크 카틀렝(Jaque Catelain, 1897년 2월 9일 ~ 1965년 3월 5일)은 프랑스의 배우, 영화 감독, 감독이다.
생제르맹앙레에서 태어났으며 파리에서 사망하였다.

## 영화
- 코르들리에 박사의 유언 (1959년)
- 프렌치 캉캉 (1954년)
- 폼페이 최후일 (1950년)
- 아드리엔 르쿠브뢰르 (1938년)
- 소년 (1936년)
- 비인간 (1924년)